# Eccezionale
Eccezionale è un singolo della cantante italiana Irene Grandi, pubblicato nel 1999 come secondo estratto dall'album Verde rosso e blu.